# Obscurantismo
Obscurantismo (do latim obscurans, "escurecimento") é a prática de deliberadamente impedir que os fatos ou os detalhes de algum assunto se tornem conhecidos. Mais especificamente, há duas denotações históricas e intelectuais comuns de "obscurantismo": 
1. deliberadamente restringir o acesso do povo ao conhecimento;
2. um estilo de ser obscuro (como em literatura e arte) caracterizado pela indefinição deliberada.[1][2]